# Блак (посёлок)
Блак — упразднённый посёлок в Светлинском районе Оренбургской области. На момент упразднения входил в состав сельского поселения Тобольский сельсовет. Исключен из учётных данных в 2005 году.

## География
Располагался на расстоянии, примерно, 15 километров к юго-юго-западу от поселка Тобольский.

## История
Возник в 1954 году как посёлок отделения № 2 совхоза «Тобольский».
Постановление Законодательного Собрания Оренбургской области от 21 июня 2005 года посёлок исключен из учётных данных.

## Население
По переписи 2002 года в посёлке проживал 51 человек, русские — 68 %.